# Steven Vanackere
Steven Vanackere (Wevelgem, 4 februari 1964) is directeur en vicegouverneur van de Nationale Bank van België en een voormalig Belgisch politicus voor CD&V.

## Levensloop
Hij is de zoon van Leo Vanackere, die in 1979 kortstondig gouverneur van West-Vlaanderen was, na een politieke loopbaan als volksvertegenwoordiger en senator. Ook zijn grootvader Remi Wallays was senator en voormalig burgemeester van Wevelgem.

### Studies
Steven Vanackere volgde tijdens zijn humaniora de richting Latijn-wiskunde aan het Sint-Albertuscollege van Haasrode, bij de paters karmelieten. Hij volgde hoger onderwijs aan de Katholieke Universiteit Leuven. In 1985 slaagde Vanackere in de enige (kandidaats)proef politieke wetenschappen. In het academiejaar 1986-1987 was hij preses van de faculteitskring van de rechtsstudenten, het Vlaams Rechtsgenootschap (Leuven) (VRG) en in 1987 werd hij licentiaat in de Rechten. Een jaar later studeerde hij aan de KU Leuven eveneens af als licentiaat in de economische wetenschappen. 
Op 1 juli 2015 behaalde hij met de grootste onderscheiding het diploma van bachelor in de Wijsbegeerte. In 2019 behaalde hij ook nog het licentiaat in de geschiedenis.

### Loopbaan
Hij startte zijn loopbaan in 1987 als attaché bij de Kredietbank (KBC) en bleef dit tot in 1988. Vervolgens was Vanackere van 1988 tot 1989 attaché bij de directie van de BAC, de bank van de christelijke arbeidersbeweging, hetgeen hij combineerde met de functie van raadgever voor het Centrum voor Economische, Politieke en Sociale Studies (CEPESS), de studiedienst van de toenmalige CVP-PSC, waar hij zich voornamelijk concentreerde op economische en financiële dossiers. Nadien was Vanackere van 1990 tot 1991 adviseur van toenmalig CVP-voorzitter Herman Van Rompuy. Tevens was hij van 1988 tot 1990 lid van het nationaal bureau van de CVP-Jongeren en van 1999 tot 2000 arrondissementieel voorzitter van de CVP in Brussel-Halle-Vilvoorde.
Van 1991 tot 1993 was hij adjunct-kabinetschef van Brussels minister van Begroting, Financiën, Openbaar Ambt en Buitenlandse Betrekkingen Jos Chabert, en van 1995 tot 1999 was hij zijn kabinetschef. Van 1993 tot 2000 was hij als directeur-generaal verbonden aan de Haven van Brussel en van 2000 tot 2005 was hij adjunct-directeur-generaal van de MIVB, de Brusselse vervoersmaatschappij.
In 2005 schreven hij en Cathy Berx, toenmalige Vlaamse Parlementsleden, mee aan het boek “Vergrijzing en verkleuring” van toenmalig Vlaams minister-president Leterme (eindredactie door Mark Van de Voorde), in 2005 uitgegeven bij het Davidsfonds. Zijn bijdrage betrof het deel over de vergrijzing.
Hij ging deel uitmaken van het politiek bestuur van CD&V, en schreef samen met toenmalige Kamerleden Herman Van Rompuy en Greta D'hondt, en met Vlaams volksvertegenwoordiger Koen Van den Heuvel, het sociaaleconomisch alternatief van CD&V uit, als tegengewicht tegenover het Generatiepact van de federale paarse regering-Verhofstadt II.
Van 13 juni 2004 tot 27 juni 2007 was Steven Vanackere voor de kieskring Brussel-Hoofdstad lid van het Vlaams Parlement. Hij zetelde er vast lid in vier verschillende commissies: Brussel en Vlaamse Rand; Welzijn, Volksgezondheid en Gezin; Cultuur, Jeugd en Sport en Algemeen Beleid, Financiën en Begroting. Ook was hij van december 2006 tot december 2012 gemeenteraadslid van Brussel, waar hij van december 2006 tot juni 2007 schepen voor economie en handel, de haven, de aankoopcentrale en Vlaamse aangelegenheden. was. In juni 2007 werd hij als schepen opgevolgd door Jean De Hertog,  al bleef hij nog tot aan het einde van de legislatuur in december 2012 aan als titelvoerend schepen.
Op 27 juni 2007 werd hij in de Vlaamse Regering minister van Welzijn, Gezin en Gezondheid, wat hij bleef tot en met 29 december 2008. Daarna was hij van 30 december 2008 tot 24 november 2009 federaal vicepremier en minister van Ambtenarenzaken, Overheidsbedrijven en Institutionele Hervormingen in de regering-Van Rompuy en van 25 november 2009 tot 4 december 2011 federaal vicepremier, minister van Buitenlandse Zaken en van Institutionele Hervormingen in de regering-Leterme II. Ten tijde van zijn ministerschap zetelde hij van juni tot juli 2009 even in het Brussels Hoofdstedelijk Parlement. Ook zetelde hij van juni 2010 tot december 2011 en van maart 2013 tot mei 2014 in de Kamer van volksvertegenwoordigers. Tijdens zijn ministerschap werd als Kamerlid vervangen door Michel Doomst.
Op 5 december 2011 werd hij minister van Financiën in de regering-Di Rupo. Hij nam op 5 maart 2013 ontslag nadat een fel bekritiseerde deal en de communicatie daarrond over winstbewijzen tussen ACW, waar hij lid van is, en Belfius, sinds 2011 een bank die voor 100% in handen van de overheid kwam en daardoor de bevoegdheid van Vanackere, hem in een moeilijke situatie plaatste, waarbij een schijn van belangenvermenging werd gewekt. Hij ontkende elke betrokkenheid bij deze deal, maar nam naar eigen zeggen ontslag omdat de heisa hem hinderde in zijn werk, wat "niet in het belang van het land en van zijn partij" was, en omdat het zijn "persoonlijke incasseringsvermogen te boven" ging. Vanackere werd dezelfde dag nog vervangen door Koen Geens.
In mei 2014 kreeg hij de derde plaats bij de Europese verkiezingen, maar hij werd niet verkozen. Op 1 juli 2014 werd bekendgemaakt dat Vanackere gecoöpteerd senator werd voor CD&V. In de Senaat werd hij tevens CD&V-fractievoorzitter. Hij bleef er zetelen tot in januari 2019.
Van 2015 tot 2018 was Vanackere academisch beheerder van de Campus Brussel en de Campus Sint-Lucas Brussel van de KU Leuven.
In 2018 schoof CD&V Vanackere naar voren als kandidaat-directielid bij de Nationale Bank. Zijn kandidatuur kon meteen op kritiek rekenen, omdat hierdoor geen enkele vrouw meer in het directiecomité zou zitten. Op 15 november werd Vanackere effectief benoemd tot directeur. In maart 2021 werd hij door de regering-De Croo voorgedragen als vicegouverneur van de Nationale Bank. Op 1 januari 2025 liep zijn mandaat af.
Ook is Vanackere sinds 2019 lid van de Hoge Raad van Financiën en sinds 2019 ondervoorzitter van de Hoge Raad voor de Werkgelegenheid.
Vanackere woont in Neder-Over-Heembeek (Brussel).

## Ereteken
- 2019: Grootofficier in de Leopoldsorde[18]

## Publicaties
- De eerste steen - Zeven hoofdzonden in politiek en samenleving.[19][20] Uitgeverij Vrijdag, Antwerpen, oktober 2013. (Ook gepubliceerd in braille en in audio.)